# Kossakowski (Adelsgeschlecht)
Die Familie Kossakowski war ein polnisches und litauisches Adelsgeschlecht in Polen-Litauen und seinen Nachfolgestaaten. Ihr Name wurde im 16.–18. Jahrhundert, in Litauen insbesondere im 19. und Anfang des 20. Jahrhunderts bekannt. Die Familie stammte aus Masowien, wohin sie Anfang des 13. Jahrhunderts aus Ungarn übersiedelt war.

## Vertreter

Wappen (Slepowron)

- Franz Nikodem Kossakowski (2. Hälfte des 16. Jahrhunderts)
- Simon Kossakowski (1741–1794), der letzte Großhetman Litauens
- Joseph Kasimir Kossakowski (1738–1794), Bischof von Livonien, Sufragan von Trakai und Koadjutor von Vilnius, Fundator der St. Apostel-Jacobus-Kirche Jonava
- Jurgis Kossakowski (* ~ 1650; † 7. Juni 1722 oder 7. Juni 1726), Schriftsteller
- Jan Nepomucen Kossakowski (* 16. Mai 1755; † 26. August 1808), Bischof von Livonien und Vilnius
- Jeronim Kossakowski, Flagmann im Powiat Kaunas
- Jonas Eustachij Kossakowski, Verwalter von Gulbinai
- Jonas Michal Kossakowski, Inhaber des Schlosses Vaitkuškis
- Dominink Kossakowski (1711–1743), einer der Mitgründer der Stadt Jonava, Sohn von Jonas Michal Kossakowski
  - Anton Kossakowski (1735–1798), Kastellan, zweiter Sohn von Dominink Kossakowski
- Kotryna Potockytė-Kosakovskienė (1722–1803), Frau des Kastellans von Kamenec
- Michal Korwin-Kossakowski (1733–1798), Kastelian von Wizebsk, Wojwada, Aktivist des Kulturzentrums Vaitkukis
  - Barbora Ziberkaitė-Tyzenhauzienė-Kosakovskienė, Frau von Michal Kossakowski
- Tadeusz Kossakowski, Rotmistr
- Jonas Kossakowski, Pfarrer
- Adam Kossakowski, Titularbischof von Limyra
- Alexander Kossakowski, hoher Verwaltungsbeamte in Černigov
- Kalikst Kossakowski (* 1792; † 6. Juni 1866), Verleger der litauischen Grammatik
- Joseph Korwin-Kossakowski (1772–1842), Adjutant von Napoleon, General, Kunstsammler
- Stanislovas Čėsna Fortunatas Kossakowski (1795–1872), Diplomat (von Russland), Literat, Kunst- und Kulturgsammler, Ägyptologe
- Aleksandros Laval-Kosakovskienė, Frau von Stanislovas Čėsna K.
  - Stanislovas Kazimieras Kossakowski (1837–1905), Sohn von Stanislovas Čėsna sūnus, Literat, Genealoge
    - Michal Stanislaw Kossakowski (1883–1962), Enkel von Stanislovas Čėsna, Bojarin, Aktivist der Kultur und Gesellschaft, polnischer Diplomat, Banker
- Michalina Kristina Zaleskytė-Kosakovskienė
- Elžbieta Bisping-Kosakovskienė
- Stanislovas Kazimieras Aleksandras Vladislovas Alojzijus Kossakowski (1837–1905) – vorletzter Inhaber des Schlosses Vaitkuškis